# راس وورنر
راس وورنر (انگلیسی: Ross Worner؛ زادهٔ ۳ اکتبر ۱۹۸۹ بازیکن فوتبال اهل بریتانیا است.
از باشگاه‌هایی که در آن بازی کرده‌است می‌توان به باشگاه فوتبال چارلتون اتلتیک، باشگاه فوتبال ساتون یونایتد، باشگاه فوتبال ای‌اف‌سی ویمبلدون، باشگاه فوتبال وستفیلد، باشگاه فوتبال ووکینگ، باشگاه فوتبال آلدرشات تاون، باشگاه فوتبال ایست‌بورن بورو، و باشگاه فوتبال فارن‌بورو اشاره کرد.